# Echem
Echem ist eine Gemeinde im Landkreis Lüneburg in Niedersachsen.

## Geografische Lage
Echem liegt westlich des Naturparks Elbufer-Drawehn. Die Gemeinde gehört der Samtgemeinde Scharnebeck an, die ihren Verwaltungssitz in der Gemeinde Scharnebeck hat.

## Ortsnamen
Alte Bezeichnungen des Ortes sind 1227 Gerfridus de Ekehum, 1234 Gerfridus de Echem, 1244 Ecchem, 1247 Echhegen, 1249 in Ekheym, 1260 gernardus de Achem, 1262 Hechem, 1274 dictis de Echem, 1286 in Echem, 1288 ville Ecchem, 1297 Echem, 1322 in Echem, 1330–1352 to Echchem, 1344 de bonis in Echem, 1353 to Echem, us Echem, 1354 in villa Echem, 1368 tu Echghem und 1368 tů Echghem.
Die Wortforschung ist beim Ortsnamen Echem fast einig, dass sich der erste Wortteil „eek“ auf den Baum „Eiche“ bezieht und „hem“ für „Heim“ steht. Udolph meint, dass nichts dagegen sprechen würde, bei Echem an eine Eichensiedlung zu denken. Parallele Ortsnamen dazu sind Eichen, Aichen, Eickum, Eyckhem oder auch Eitzum bei Hildesheim.

## Burg
Echem war Sitz des Ortsadelsgeschlechtes der Herren von Echem, die von 1262 bis 1438 in den Schriftquellen erscheinen. Im Jahr 1353 wird eine Burg in Echem erstmals ausdrücklich urkundlich erwähnt. Zum zweiten Mal war dies 1368 der Fall, als die Burg an den Herzog von Lüneburg verkauft wurde. Später erscheint die Burg nicht mehr in den Quellen, somit dürfte sie bald darauf abgerissen worden sein. Die Burg wird östlich der Kirche lokalisiert, wo in den 1920er Jahren noch mittelalterliche Grundmauern vorhanden waren.

## Politik
Die Gemeinde Echem gehört zum Landtagswahlkreis 48 Elbe und zum Bundestagswahlkreis 38 Lüchow-Dannenberg – Lüneburg.

### Gemeinderat
Der Gemeinderat in Echem setzt sich aus neun Ratsfrauen und Ratsherren zusammen. Die Ratsmitglieder werden durch eine Kommunalwahl für jeweils fünf Jahre gewählt.

Bei der Kommunalwahl 2021 ergab sich folgende Sitzverteilung:
| Gemeinderat 2021Insgesamt 11 Sitze - SPD: 2 - Grüne: 2 - EULE: 2 - CDU: 5 |

Vorherige Sitzverteilungen:
| Wahljahr | CDU                                                            | SPD | EULE | Gesamt  |
| 2016     | 5                                                              | 2   | 2    | 9 Sitze |
|          | __________________________ EULE: Erste Unabhängige Liste Echem |     |      |         |

### Bürgermeister
Der amtierende Bürgermeister ist Harald Heuer.

## Wirtschaft und Infrastruktur

### Verkehr
- Echem liegt südlich der Bundesstraße 209 Lüneburg–Lauenburg, die in vier Kilometern erreichbar ist.
- Die Gemeinde hat einen Haltepunkt an der Bahnstrecke Lübeck–Lüneburg. Das Oberzentrum Lüneburg ist in neun Minuten erreichbar.

### Bildung
- Landwirtschaftliches Bildungszentrum Echem (LBZ) der Landwirtschaftskammer Niedersachsen für Jugendliche und Erwachsene zum Umgang mit landwirtschaftlichen Nutztieren, spezialisiert auf Aus- und Weiterbildung in der Rinderhaltung und darüber hinaus. Regelmäßige Besichtigungen und „Tage der offenen Tür“ werden angeboten. Das LBZ erhielt als erste deutsche Bildungseinrichtung in der Landwirtschaft die Zertifizierung nach DIN EN ISO 9001.
- Die 2017 abgebrannte Grundschule[8] wurde neu aufgebaut und wird seit Beginn des Schuljahrs 2022/2023 wieder genutzt[9].

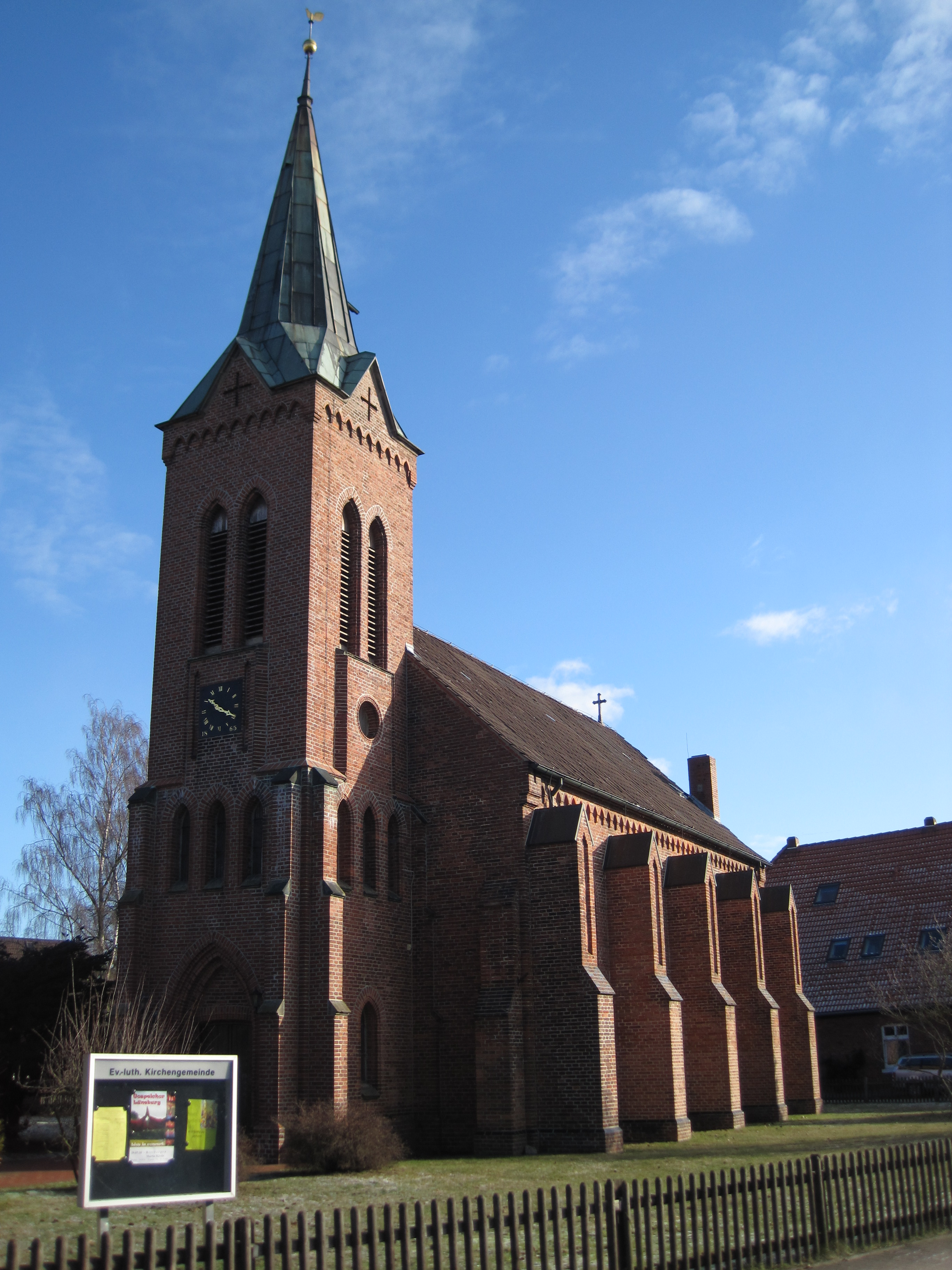
Die evangelisch-lutherische Kirche in Echem

### Rundfunksender
In Echem betreibt der NDR einen Rundfunksender.

## Kultur und Sehenswürdigkeiten
Nach Plänen von Conrad Wilhelm Hase wurde die Kirche Echem errichtet und 1872 geweiht.

### Musik
Es besteht die plattdeutsche A-Cappella-Gruppe Charmonia.

### Regelmäßige Veranstaltungen
Das Schützen- und Volksfest wird immer Mitte Juli abgehalten.

### Vereine
- Freiwillige Feuerwehr Echem[12]
- Sportverein FC Echem e. V.[13]
- Schützenverein Echem und Umgebung e. V.[14]
- DRK-Ortsverein Echem
- Förderverein Grundschule Echem
- sINgSPIRATION gemischter Chor (ehem. Singgemeinschaft Echem Concordia-Immergrün v. 1852)
- Landfrauen Echem[15]

## Persönlichkeiten
- Jörg Reimers (* 1954), Schauspieler